# Erik Fredriksson (przeciągacz liny)
Erik Algot Fredriksson (ur. 13 czerwca 1885 w Sköldinge, zm. 14 maja 1930 w Sztokholmie) – szwedzki przeciągacz liny, złoty medalista igrzysk olimpijskich.
Fredriksson reprezentował Szwecję na Letnich Igrzyskach Olimpijskich 1912 w Sztokholmie. Był członkiem drużyny rywalizującej w przeciąganiu liny, która składała się z siedmiu policjantów i rybaka. W jedynym pojedynku rozgrywanym w ramach tej dyscypliny Szwedzi pokonali reprezentantów Wielkiej Brytanii. W 1913 wraz z reprezentacją zdobył tytuł mistrza świata.
Był funkcjonariuszem sztokholmskiej policji i członkiem policyjnego klubu sportowego Stockholmspolisens IF. Zginął w wypadku drogowym na jednym ze sztokholmskich skrzyżowań w 1930.